# Calymperastrum
Calymperastrum là một chi rêu trong họ Pottiaceae.